# Winter's Gate
Winter's Gate sedmi je studijski album finskog heavy metal-sastava Insomnium. Diskografska kuća Century Media Records objavila ga je 23. rujna 2016.

## O albumu
Konceptualni je album o „vikinzima koji pođu u potragu za čuvenim otokom zapadno od Irske usprkos tomu što se približava opasna zima”. Nadahnut je pričom „Talven portti” („Zimska vrata”) koju je napisao pjevač Niilo Sevänen, a koja je uvrštena u knjižicu albuma.
Album sadrži jednu 40-minutnu pjesmu. Na uslugama za streaming i preuzimanje ta je pjesma podijeljena u sedam odvojenih skladbi premda je u knjižici albuma navedeno šest dijelova. Na gramofonskim pločama pjesma na prvoj strani završava s trećim dijelom, a na drugoj strani počinje s četvrtim.

## Popis pjesama
Tekstovi: Niilo Sevänen, glazba: Ville Friman, Markus Vanhala i Sevänen.
| Br. | Skladba         | Trajanje |
| --- | --------------- | -------- |
| 1.  | »Winter's Gate« | 40:02    |

| 1. | »Winter's Gate, Pt. 1« | 6:14 |
| 2. | »Winter's Gate, Pt. 2« | 6:37 |
| 3. | »Winter's Gate, Pt. 3« | 5:51 |
| 4. | »Winter's Gate, Pt. 4« | 5:26 |
| 5. | »Winter's Gate, Pt. 5« | 4:20 |
| 6. | »Winter's Gate, Pt. 6« | 5:12 |
| 7. | »Winter's Gate, Pt. 7« | 6:18 |

## Recenzije
| Zbirne ocjene   | Zbirne ocjene |
| Izvor           | Ocjena        |
| --------------- | ------------- |
| Metacritic      | 77/100        |
| Recenzije       |               |
| Izvor           | Ocjena        |
| Exclaim!        | 8/10          |
| Metal.de        | 8/10          |
| Metal Hammer    | [ 7 ]         |
| Metal Injection | 9/10          |
| Sputnikmusic    | 3,2/5         |

Dobio je uglavnom pozitivne kritike. Na Metacriticu, koji glazbenim uradcima daje ocjenu od 0 do 100 na temelju prosječne ocjene recenzenata raznih publikacija, dobio je ukupno 77 bodova na temelju četiri recenzije, što označava „uglavnom pozitivne kritike”.
Nicholas Franco dao mu je devet bodova od njih deset u recenziji za Metal Injection napisavši da je „jako pažljivo iskovan” i naglasivši da su „valovi [o]rkestralne [glazbe] uz [...] death metal ukusno [izvedeni]”. Pišući za Exclaim!, Adam Nizam dao mu je osam bodova od njih deset nazvavši ga „čvrstim i usredotočenim albumom melodičnog death metala i još jednim kvalitetnim izdanjem” sastava premda je istaknuo da pojedine „glazbene ideje nisu potpuno razrađene”. U osvrtu za Metal.de Eckart Maronde dao mu je jednaku ocjenu i napisao je da sadrži „mješavinu melodičnog death metala i finske melankolije, uzvišenosti, tuge i trenutaka od kojih se ježi koža” te da je to „još jedan snažan album u Insomniumovoj diskografiji, samo što je ovaj put malo više nedokučiv i neobičan”.
Edwin McFee dao mu je tri i pol zvjezdice od njih pet u osvrtu za Metal Hammer. Komentirao je da je riječ o „uzbudljivoj” i „iznimno zanimljivoj metal-operi koju je najbolje doživjeti s knjižicom sa stihovima u ruci” i zamijetio je utjecaje „proga i black metala”. U recenziji za Sputnikmusic Kyle Ward dao mu je 3,2 boda od njih pet napisavši da je „cijelo vrijeme zabavan”, da „ništa ni izbliza nije loše napisano ili odsvirano”, ali da „u svih četrdeset minuta gotovo da nema [...] izvanrednih trenutaka”.

## Zasluge
| Insomnium - Ville Friman – gitara, vokal - Niilo Sevänen – vokal, bas-gitara - Markus Vanhala – gitara - Markus Hirvonen – bubnjevi Dodatni glazbenici - Teemu Aalto – prateći vokal; snimanje gitara, bas-gitare i vokala, produkcija - Aleksi Munter – klavijatura, aranžman klavijatura | Ostalo osoblje - Kimmo Perkkiö – snimanje bubnjeva - Hannu Honkonen – snimanje klavijatura - Dan Swanö – miksanje, mastering - Teemu Tähkänen – ilustracije - Jussi Ratilainen – fotografija - Nora Dirkling – omot albuma |

## Ljestvice
| Ljestvica           | Najviša pozicija |
| ------------------- | ---------------- |
| Austrija            | 27.              |
| Belgija (Flandrija) | 124.             |
| Belgija (Valonija)  | 92.              |
| Finska              | 1.               |
| Francuska           | 184.             |
| Nizozemska          | 159.             |
| Njemačka            | 19.              |
| Švicarska           | 27.              |